# 斯潘塞鎮區 (密蘇里州道格拉斯縣)
斯潘塞鎮區（英語：Spencer Township）是位於美國密蘇里州道格拉斯縣的一個行政鎮區。

## 地方資料
斯潘塞鎮區的面積為69.94平方千米，當中陸地面積為69.93平方千米，而水域面積為0.01平方千米。根據2020年美國人口普查的數據，當地共有人口231人，而人口密度為每平方千米3.3人。